# Пулі-Алам
Пулі-Алам (дарі پل علم) — місто в Афганістані, адміністративний центр провінції Логар.

## Географія
Пулі-Алам розташований на сході країни, лежить у межах хребта Гіндукуш на одній з приток річки Кабул.

### Клімат
Місто лежить у зоні, котра характеризується вологим континентальним кліматом зі спекотним літом. Найтепліший місяць — липень із середньою температурою 22,9 °C (73,2 °F). Найхолодніший місяць — січень, із середньою температурою −3,6 °С (25,5 °F).
| Клімат Пулі-Алама       | Клімат Пулі-Алама | Клімат Пулі-Алама | Клімат Пулі-Алама | Клімат Пулі-Алама | Клімат Пулі-Алама | Клімат Пулі-Алама | Клімат Пулі-Алама | Клімат Пулі-Алама | Клімат Пулі-Алама | Клімат Пулі-Алама | Клімат Пулі-Алама | Клімат Пулі-Алама | Клімат Пулі-Алама |
| Показник                | Січ.              | Лют.              | Бер.              | Квіт.             | Трав.             | Черв.             | Лип.              | Серп.             | Вер.              | Жовт.             | Лист.             | Груд.             | Рік               |
| Середня температура, °C | −3,6              | −2,2              | 4,8               | 11,5              | 16                | 20,9              | 22,9              | 22,2              | 17,8              | 11,6              | 5,7               | 0,3               | 10,7              |
| Норма опадів, мм        | 35.3              | 57.4              | 69.5              | 57.5              | 25.6              | 4.3               | 17.3              | 9.3               | 3.1               | 6.8               | 12.6              | 27.8              | 326.5             |
| Днів з опадами          | 1,1               | 1,8               | 7,4               | 9,6               | 6,9               | 1,9               | 3,4               | 2,5               | 1,1               | 2,2               | 3,1               | 1,6               | 42,6              |
| Вологість повітря, %    | 66.2              | 69.3              | 63.9              | 57.9              | 46.9              | 38.1              | 45.1              | 45.8              | 42.1              | 43.7              | 50.6              | 59.6              | 52.4              |
| ----------------------- | ----------------- | ----------------- | ----------------- | ----------------- | ----------------- | ----------------- | ----------------- | ----------------- | ----------------- | ----------------- | ----------------- | ----------------- | ----------------- |
| Джерело: Weatherbase    |                   |                   |                   |                   |                   |                   |                   |                   |                   |                   |                   |                   |                   |